# Hermann von Württemberg
Hermann von Württemberg war ein württembergischer Adliger im 13. Jahrhundert.
Hermann von Württemberg wurde nur einmal als „Eremanus, filius comitis de Wirtenperg“ urkundlich erwähnt. 1231 war er Zeuge bei einer Zustimmung zu einem Güterverkauf des Grafen Ulrich von Ulten. Der Tübinger Historiker Hansmartin Decker-Hauff sah in Hermann den Vater des Grafen Ulrich I. und stellte mit dieser Auffassung die genealogische Verbindung zwischen Ulrich und seinen Vorgängern Ludwig III. und Hartmann I. her. Es wird als wahrscheinlich angesehen, dass Hartmann I. der Vater des um 1190/95 geborenen Hermann war.
Als Ehefrau Hermanns gilt Gräfin Irmengard von Ulten (* um 1202, † nach 1236), aus deren Familie der Leitname Ulrich stammt, den Irmengards Sohn Ulrich I. und viele weitere Nachkommen trugen. Eine „Irmengard com[itissa] de Wirtenberg“ aus diesem Zeitraum erscheint im Nekrolog des Klosters Adelberg. Während Decker-Hauff Irmengard als Tochter des Grafen Ulrich von Ulten aus einer ersten Ehe mit der Gräfin (Agnes) von Urach bezeichnete, kommt Wandruszka zu dem Schluss, dass Graf Ulrich von Ulten erst um 1191/93 geboren wurde und am 30. Juni 1253 starb. Dass Ulrich nicht älter gewesen kann, ergibt sich daraus, dass sein Vater Graf Egno von Eppan-Ulten am 20. April 1189 noch Domherr in Trient war, der Vater also erst ab 1189/90 heiratete. Demzufolge war Irmengard eine jüngere Schwester Graf Ulrichs von Ulten, dessen Vornamen sie ihrem Sohn Ulrich gab. Irmengards Eltern waren dann Graf Egno (I.) von Eppan-Ulten (urk. ab 1181, † nach 20. August 1210) und Irmengard von Ronsberg (* um 1170, urk. 1182, 1210 und 1231), diese mütterlicherseits eine Nachkommin der Grafen von Gammertingen und der Zähringer.
Im Jahr 1265 bezeichnete Graf Heinrich I. von Fürstenberg (aus dem Hause Urach) Hermann und Irmengards Sohn Graf Ulrich I. von Württemberg als „consanguineus“ (Blutsverwandten), über die Zähringer ergibt sich eine Verwandtschaft im Grad 5 : 6. Noch im Jahr 1284 nannte König Rudolf von Habsburg (ebenfalls ein Zähringer-Nachkomme) Ulrichs I. Sohn Eberhard von Württemberg seinen „avunculus“.